# Modraszek argiades
Modraszek argiades (Cupido argiades) – motyl dzienny z rodziny modraszkowatych.

## Wygląd
Rozpiętość skrzydeł od 25 do 28 mm, dymorfizm płciowy wyraźny: u samców wierzch skrzydeł niebieski, u samic brunatny (czasem z niebieskim nalotem).

## Siedlisko
Kwieciste łąki, zarośla, przydroża, kamieniołomy, nasypy kolejowe.

## Biologia i rozwój
Wykształca 2-3 pokolenia w roku (koniec kwietnia-początek czerwca, koniec czerwca-początek sierpnia i koniec sierpnia-wrzesień). Rośliny żywicielskie: komonice, koniczyny. Jaja barwy białawej składane są pojedynczo na kwiatostanach roślin żywicielskich. Larwy wylęgają się po tygodniu, żerują z początku wewnątrz główki kwiatowej. Są skłonne do kanibalizmu i fakultatywnie myrmekofilne; zimują larwy wyrośnięte. Wiosną nie odżywiają się, lecz przepoczwarzają; stadium poczwarki trwa około 1,5-2 tygodni. Stadium gąsienic niezimujących trwa około 3 tygodni.

## Rozmieszczenie geograficzne
Gatunek palearktyczny, w Polsce występował dawniej na całym obszarze. Obecnie spotykany głównie na wschodzie i południu kraju; obserwuje się stopniową ekspansję w kierunku wcześniej zajmowanych terenów.